# Tachina asiatica
Tachina asiatica är en tvåvingeart som först beskrevs av Tothill 1918.  Tachina asiatica ingår i släktet Tachina och familjen parasitflugor. Inga underarter finns listade i Catalogue of Life.